# Petr Novotný (1970)
Petr Novotný (* 14. dubna 1970) je bývalý český fotbalista, záložník.

## Fotbalová kariéra
Začínal ve Větrově, v mládežnických kategoriích hrál za Vodní stavby Tábor. Po vojně ve VTJ Písek se do Tábora vrátil. V české lize hrál za FK Švarc Benešov. Nastoupil ve 28 ligových utkáních a dal 2 góly. Dále hrál za FC MUS Most a AFK Chrudim.

## Ligová bilance
| Ročník                          | Zápasy | Góly | Klub             |
| ------------------------------- | ------ | ---- | ---------------- |
| 1. česká fotbalová liga 1994/95 | 28     | 2    | FK Švarc Benešov |
| CELKEM                          | 28     | 2    |                  |